# المحافظة الغربية (سريلانكا)
المحافظة الغربية (بالسنهالية: බස්නාහිර පළාත)‏(بالتاميلية: மேல் மாகாணம்)‏ هي واحدة من محافظات سريلانكا التسع.  أنشئت المحافظة في القرن التاسع عشر ولكن لم يكن لها أي وضع قانوني حتى عام 1987 عندما أنشأ التعديل الثالث عشر لدستور سريلانكا مجالس المقاطعات. المحافظة هي الأكثر كثافة سكانية في البلاد وفيها العاصمة التشريعية سري جاياواردنابورا كوتي وكولومبو المركز الإداري والتجاري للبلاد.

## التاريخ
كانت المحافظة تتبع فيما مضى مملكة كوتي قبل خضوعها للاستعمار البرتغالي والهولندي ثم البريطاني. فرض البريطانيون سيطرتهم على جزيرة سيلان في عام 1815 وقسموا البلاد إلى إلى ثلاث وحدات عرقية: السنهالية والسنهالية الكاندية والتاميلية، وكانت المحافظة الشمالية تتبع للإدارة التاميلية. أُلغي التقسيم العرقي في عام 1833 بناء على توصيات لجنة كولبروك كاميرون واستُبدل بإدارة موحدة مقسمة إلى خمس محافظات.
كانت إحداها المحافظة الغربية التي تشكلت من مقاطعات تشيلاو وكولومبو وكالوتارا وبوتالام وسيفن كوراليس (حاليًا كورونيغالا) وثري كوراليس وفور كوراليس وبولاتغاما السفلى (حاليًا كيغالي). نقلت مقاطعات تشيلاو وبوتالام وسيفن كوراليس لتشكيل المحافظة الشمالية الغربية في عام 1845، نقلت مقاطعات اتثري كوراليس وفور كوراليس وبولاتغاما السفلى لتشكيل محافظة ساباراغاموا في عام 1889. 
يجري العمل حاليًا على مشروع المنطقة الغربية الكبرى وهو مشروع مدينة ضخمة مخطط لها تهدف إلى دمج مقاطعات كولومبو وغامباها وكالوتارا مع إعادة هيكلة تقسيم المناطق. صمم المشروع شركة سوربانا وبدأه رانيل ويكريمسينغه في عام 2004، لكنه توقف بعد خسارته الانتخابات، ليُعاد إحياؤه مجددًا عند عودته إلى السلطة في عام 2015.

## الجغرافيا والمناخ
تقع المحافظة في جنوب غرب سريلانكا، وهي أصغر محافظات البلاد التسع بمساحة 3,684 كيلومتر مربع (1,422 ميل2). يحدها بحر لكديف من الغرب والمحافظة الشمالية الغربية من الشمال ومحافظة ساباراغاموا من الشرق والمحافظة الجنوبية من الجنوب.  
تواجه المقاطعة الغربية فيضانات متكررة بسبب ارتفاع معدلات هطول الأمطار وهو أمر يؤثر بالسلب على البنية التحتية وإمدادات المرافق والاقتصاد الحضري. يؤدي النمو الحضري السريع للمحافظة إلى تفاقم تأثيرات هذه الظواهر المناخية، مما يخلق تحديات تتعلق بالإدارة البيئية والتخطيط العمراني.

## التقسيم الإداري

### المقاطعات
| المقاطعة ‏        | العاصمة   | أمانة الأقسام | جراما نيلادهاري ‏ | مجموع المساحة (كم2) | مساحة اليابس (كم2) | السكان (تعداد 2012) | السكان (تعداد 2012) | السكان (تعداد 2012) | السكان (تعداد 2012) | السكان (تعداد 2012) | السكان (تعداد 2012) | الكثافة السكانية (/كم2) |
| المقاطعة ‏        | العاصمة   | أمانة الأقسام | جراما نيلادهاري ‏ | مجموع المساحة (كم2) | مساحة اليابس (كم2) | سنهاليون            | مسلمو سريلانكا      | تاميليو سريلانكا    | Indian Tamil        | أخر                 | المجموع             | الكثافة السكانية (/كم2) |
| ---------------- | --------- | ------------- | ---------------- | ------------------- | ------------------ | ------------------- | ------------------- | ------------------- | ------------------- | ------------------- | ------------------- | ----------------------- |
| مديرية كولومبو ‏  | كولمبو    | 13            | 566              | 699                 | 676                | 1,771,319           | 242,728             | 231,318             | 27,336              | 37,108              | 2,309,809           | 3,304                   |
| مديرية جامباها ‏  | جامباها ‏  | 13            | 1,177            | 1,387               | 1,341              | 2,079,115           | 95,501              | 80,071              | 10,879              | 29,075              | 2,294,641           | 1,654                   |
| مديرية كالوتارا ‏ | كالوتارا ‏ | 14            | 762              | 1,598               | 1,576              | 1,054,991           | 112,276             | 24,362              | 23,611              | 2,020               | 1,217,260           | 762                     |
| المجموع          | المجموع   | 40            | 2,505            | 3,684               | 3,593              | 4,905,425           | 450,505             | 335,751             | 61,826              | 68,203              | 5,821,710           | 1,580                   |

### المدن الكبرى

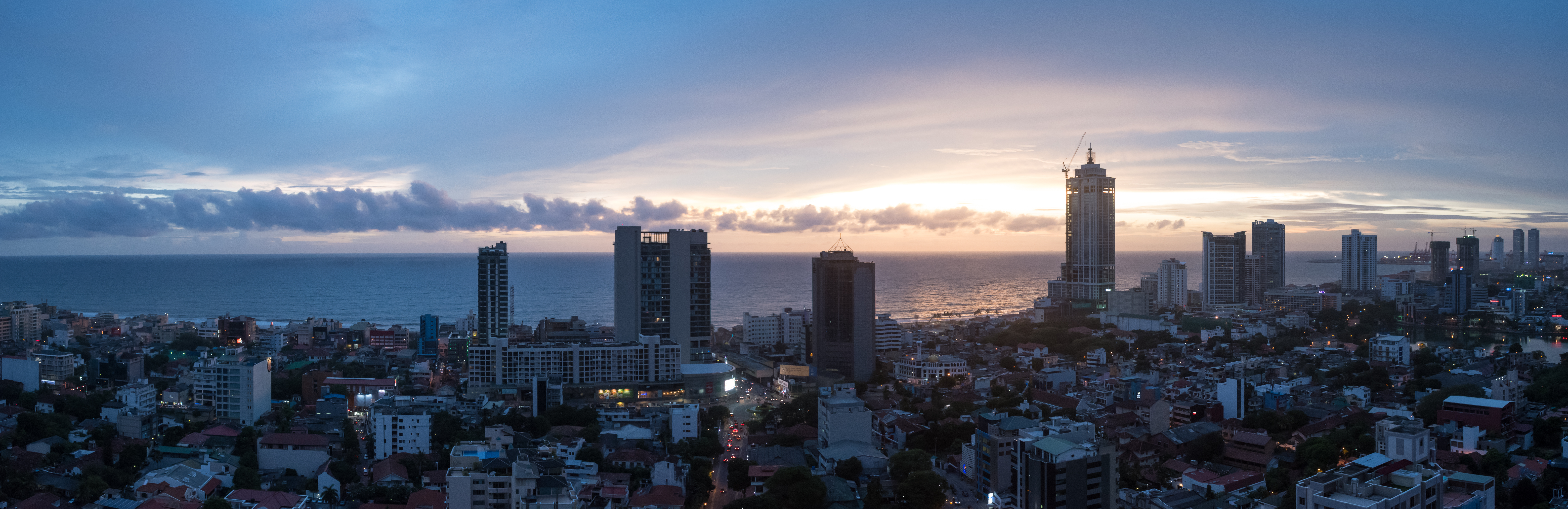
كولمبو أكبر مدينة في سريلانكا

| Colombo Kaduwela | 1  | Colombo                   | Colombo | 639,818 | Dehiwala-Mount Lavinia Maharagama |
| Colombo Kaduwela | 2  | Kaduwela                  | Colombo | 252,041 | Dehiwala-Mount Lavinia Maharagama |
| Colombo Kaduwela | 3  | Dehiwala-Mount Lavinia    | Colombo | 219,827 | Dehiwala-Mount Lavinia Maharagama |
| Colombo Kaduwela | 4  | Maharagama                | Colombo | 196,423 | Dehiwala-Mount Lavinia Maharagama |
| Colombo Kaduwela | 5  | Moratuwa                  | Colombo | 185,031 | Dehiwala-Mount Lavinia Maharagama |
| Colombo Kaduwela | 6  | Kesbewa                   | Colombo | 245,232 | Dehiwala-Mount Lavinia Maharagama |
| Colombo Kaduwela | 7  | Negombo                   | Gampaha | 137,223 | Dehiwala-Mount Lavinia Maharagama |
| Colombo Kaduwela | 8  | Sri Jayawardenepura Kotte | Colombo | 115,826 | Dehiwala-Mount Lavinia Maharagama |
| Colombo Kaduwela | 9  | Gampaha                   | Gampaha | 9,350   | Dehiwala-Mount Lavinia Maharagama |
| Colombo Kaduwela | 10 | Katunayake                | Gampaha | 84,643  | Dehiwala-Mount Lavinia Maharagama |

## السكان
بلغ عدد سكان المحافظة 6,219,000 في سنة 2021.

### الأعراق
| السنة      | سنهاليون  | سنهاليون | مسلمو سريلانكا | مسلمو سريلانكا | تاميليو سريلانكا | تاميليو سريلانكا | Indian Tamil | Indian Tamil | أخر    | أخر   | المجموع   |
| السنة      | العدد     | %        | العدد          | %              | العدد            | %                | العدد        | %            | العدد  | %     | المجموع   |
| ---------- | --------- | -------- | -------------- | -------------- | ---------------- | ---------------- | ------------ | ------------ | ------ | ----- | --------- |
| تعداد 1981 | 3,321,830 | 84.74%   | 238,728        | 6.09%          | 228,516          | 5.83%            | 59,402       | 1.51%        | 71,331 | 1.82% | 3,919,807 |
| تعداد 2001 | 4,530,918 | 84.20%   | 374,729        | 6.96%          | 325,706          | 6.05%            | 61,337       | 1.14%        | 88,507 | 1.64% | 5,381,197 |
| تعداد 2012 | 4,905,425 | 84.26%   | 450,505        | 7.74%          | 335,751          | 5.77%            | 61,826       | 1.06%        | 68,203 | 1.17% | 5,821,710 |

### الدين
| السنة      | البوذية   | البوذية | المسيحية | المسيحية | الإسلام | الإسلام | الهندوسية | الهندوسية | أخر   | أخر   | المجموع   |
| السنة      | العدد     | %       | العدد    | %        | العدد   | %       | العدد     | %         | العدد | %     | المجموع   |
| ---------- | --------- | ------- | -------- | -------- | ------- | ------- | --------- | --------- | ----- | ----- | --------- |
| تعداد 1981 | 2,885,789 | 73.62%  | 556,581  | 14.20%   | 279,639 | 7.13%   | 194,000   | 4.95%     | 3,798 | 0.10% | 3,919,807 |
| تعداد 2001 | 3,942,171 | 73.26%  | 721,115  | 13.40%   | 441,397 | 8.20%   | 271,777   | 5.05%     | 4,737 | 0.09% | 5,381,197 |
| تعداد 2012 | 4,288,797 | 73.67%  | 752,993  | 12.93%   | 500,992 | 8.61%   | 274,336   | 4.71%     | 4,592 | 0.08% | 5,821,710 |

## الاقتصاد

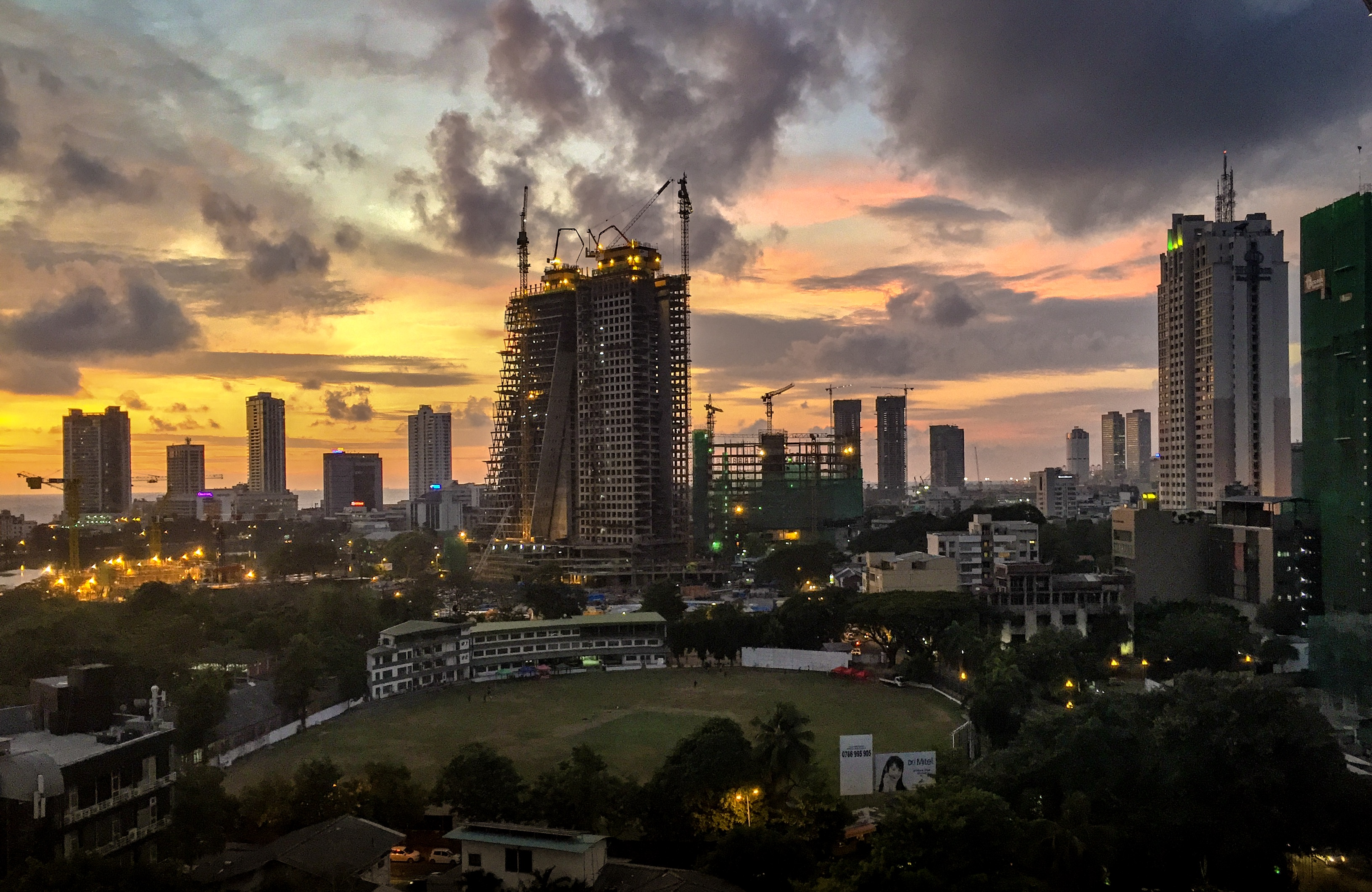
كولومبو العاصمة التجارية لسريلانكا

تُسهم المحافظة الغربية بأعلى نسبة في الناتج المحلي الإجمالي للدولة إذ تُسهم بنسبة 41.2٪ من الناتج المحلي الإجمالي. يُمثل قطاع الزراعة 1.7٪ فقط من الناتج المحلي الإجمالي وهو الأدنى بين المقاطعات التسع، ويُشكل القطاع الصناعي 34.6٪ وهو الأعلى في البلاد، ثم قطاع الخدمات بنسبة 56.5٪.
تشهد المحافظة تطورًا سريعًا مع تنفيذ عدد كبير من مشاريع تطوير البنية التحتية مثل مدينة كولومبو المالية الدولية – وهي منطقة مالية دولية – ومشروع تخطيط المنطقة الغربية الكبرى، كما تشهد المحافظة طفرة في القطاع العقاري والإنشائي فتثر بها المباني السكنية والتجارية وناطحات سحاب التي تُغير أفق مدينتي كولومبو وراجاجيريا.
يُعتبر ميناء كولومبو أيضًا محركًا رئيسًا للنمو الاقتصادي فهو أكثر الموانئ ازدحامًا في جنوب آسيا، ويجري توسيع محطاته التي تتضمن مرافق للقطاعين الخاص والعام.

## روابط خارجية
- Western Provincial Council